# オーネット
株式会社オーネット（O-net, Inc.）は、「オーネット」を運営する、結婚に特化した関連のサービスを手掛ける日本の企業である。

## 概要
結婚相手紹介サービス「オーネット」を主事業としており、国内最大規模の会員数と成婚者数を持つ。データマッチング、WEBや会員誌による検索、写真による検索、パーティー・イベント、引き合わせ等 による未婚異性の紹介サービスを提供している。各サービスはリアル（対面）で提供するとともに、ほぼすべてのサービスをオンラインで提供している。ダイレクトマーケティングをメインとした広告プロモーションを展開、テレビCMなども行っている。
中高年向けには「オーネット スーペリア」というサービスも展開し、こちらは必ずしも結婚相手にこだわらないパートナー紹介サービス を提供している。
1980年に「配偶者選択システム研究所」と「大阪結婚医学ガイダンス」が前身となり、「オーエムエムジー」として設立、40年以上の実績を持つ結婚情報サービス業者である。「オーエムエムジー（OMMG）」とは"Osaka Medical Marriage Guidance"の略。オーエムエムジー時代にイメージキャラクターとして起用されたタレントには、豊原功輔（1997年）、永作博美（1997年）、稲森いずみ（1998〜99年）、その他過去にウッチャンナンチャン、久本雅美、小雪、眞鍋かをりなどがいる。
1997年からは「O-net」の名でサービスを全国に展開して知名度を高めるとともに、業界でも大手の位置を占めるまでに成長したが、相次ぐ競合の出現などで収益が悪化し、2007年12月に結婚情報サービス事業を楽天グループへ譲渡、同時に株式会社梅田資産管理と商号を改め、2009年9月に破産。破産総額はおよそ22億8600万円。2015年1月にサービス名に「楽天」が冠され「楽天オーネット」に改められた。
2018年4月には楽天から「楽天ウェディング」の事業を譲受、式場探しや事前準備など結婚式に特化した情報サイトの運営も行うようになった。
2018年12月に、楽天が保有する全株式を投資ファンドであるポラリス・キャピタル・グループへ譲渡された。
2019年より、サービス名を「オーネット」に戻した。

2020年、創業40周年を迎え、特設ウェブサイトを開設。

## 沿革
- 2007年12月 - 楽天ストラテジックパートナーズ（楽天グループ）100%出資による株式会社オーネットを設立。結婚情報サービス「O-net」に関わる全事業を株式会社オーエムエムジーより承継。
- 2008年8月 - 楽天株式会社の連結子会社化
- 2010年
  - 2月 - 結婚相手紹介サービス業認証制度　事業者認証（マル適マーク）を取得
  - 3月 - 本社が五反田より楽天タワーへ移転
- 2013年
  - 3月 - シニア向け結婚相談サービス「オーネットスーペリア」サービス開始
  - 5月 - 平成元年以降の会員同士成婚退会者　10万人を突破
- 2015年
  - 1月 - サービス名を「O-net」から「楽天オーネット」に変更
  - 7月 - 本社を世田谷区玉川（二子玉川）の二子玉川ライズにある新社屋「楽天クリムゾンハウス」に移転[7]
- 2018年
  - 4月 - 親会社の楽天株式会社から「楽天ウェディング」の事業を譲り受ける[8]
  - 12月 - 楽天株式会社からの全株式譲渡によりポラリス・キャピタル・グループ株式会社の傘下となる[9][10]

## 代表取締役社長
- 2007年12月 - 代表取締役会長  高澤廣志
- 2007年12月 - 代表取締役社長  藤川和宏
- 2008年04月 - 代表取締役社長  島貫慶太
- 2014年03月 - 代表取締役社長  森谷学

## 直営支社
全国40支社にサービス展開している。（サテライトを除く）
- 北海道 - 札幌支社、サテライト北見、サテライト旭川、サテライト帯広、サテライト函館、サテライト釧路
- 東北　 - 盛岡支社、仙台支社、サテライト青森、サテライト秋田、サテライト山形、サテライト郡山
- 関東　 - 水戸支社、宇都宮支社、高崎支社、大宮支社、千葉支社、柏支社、渋谷支社、銀座支社、池袋支社、新宿支社、町田支社、横浜支社
- 中部　 - 甲府支社、長野支社、新潟支社、金沢支社、静岡支社、浜松支社、岡崎支社、名古屋支社、岐阜支社、サテライト富山、サテライト福井、サテライト三重
- 関西　 - 京都支社、奈良支社、大阪北支社、大阪南支社、神戸支社、姫路支社、サテライト滋賀、サテライト和歌山
- 中国　 - 岡山支社、広島支社、サテライト島根、サテライト山口、サテライト鳥取
- 四国　 - 徳島支社、高松支社、松山支社、サテライト高知
- 九州 　- 小倉支社、福岡支社、熊本支社、鹿児島支社、サテライト大分、サテライト宮崎、サテライト佐賀、サテライト長崎
- 沖縄　 - 沖縄支社

## 認証団体
- MISA - 結婚相手紹介サービス協会
- IMS - 特定非営利活動法人 結婚相手紹介サービス業認証機構

## 広告モデル・CM出演者
- 2013年まで - 樋場早紀
- 2014年から - 角島美緒、錦田久宗
- 2015年から - 野際レイラ、服部鉱平
- 2016年から - 望月京奈、神代翔希[11]
- 2017年から - 真崎かれん、青山了[12]
- 2018年から - 中田絢千、今江憲[13]
- 2019年から2022年まで - 君島光輝、鈴木亮介[14]
- 2023年から - 立野沙紀（姉役）、川野快晴（弟役）[15]
- 2024年から - 高橋メアリージュン（イメージキャラクター）[16]

## 提供番組
- 木曜劇場（フジテレビ、2019年10月 - ）
- 嵐にしやがれ（日本テレビ、2020年9月）

## 協賛
いい夫婦の日、第2回パートナーオブザイヤーより協賛を行っている。